# Академія драматичного мистецтва (Загреб)
Загребська академія драматичного мистецтва (хорв. Akademija dramske umjetnosti u Zagrebu; абревіатура — ADU) — академія театрального мистецтва у столиці Хорватії місті Загребі, головний виш цієї спеціалізації у країні. Входить до структури Загребського університету.

## З історії вишу
Парламент Хорватії у 1861 році ухвалив рішення «Про югославський театр Триєдиного королівства» (O kazalištu jugoslavenskom trojedne kraljevine), відтак театральної майстерності почали навчати спеціальні оплачувані вчителі.
Перше акторське училище в Загребі (і Хорватії) відкрилось 35 років по тому — в 1896 році за ініціативою директора загребського театра доктора Степана Милетича (Stjepan Miletić). Серед багатьох проектів з реформування національного театру протягом директорства Милетича (1894—1898) було й створення хорватської драматичної школи, яка працювала у співпраці з Музичним інститутом. Відтак, саме 1896 рік вважається офіційною датою створення теперішньої Академії. Ця драматична школа згодом неодноразово змінювала свою назву з тим, щоб у кінцевому підсумку постати як Академія драматичного мистецтва.
День вишу щороку відзначається 3 травня — у пам'ять про події цього дня в 1995 році, коли під час Війни за незалежність будівля Академії постраждала від сербського ракетного обстрілу, в результаті чого її було значно пошкоджено, 5 працівників і студентів вишу отримали поранення, а одна студентка і викладач-режисер Скрачич (Skračić) загинули.
Виш протягом своєї історії (від 1896 року) понад 8 десятиліть лишався незалежною навчальною установою, доки в 1979 році не увійшов до складу університету Загреба.

## Структура
Станом на 2010 у структурі Загребської академії драматичного мистецтва 7 відділень:
- драматургії;
- кіно- і телережисури;
- театральної режисури;
- монтажа;
- продюсування;
- кінематографії;
- акторського мистецтва.

## Ректори і декани
У період 1950—79 років голова Академії називався «ректор» (Rektor), оскільки сам виш був незалежною навчальною установою, від 1979 року — називається «декан» (Dekan).
| - 1950–1954 - Josip Škavić - 1954–1962 - Branko Gavella - 1962–1970 - Kosta Spaić - 1970–1972 - Bratoljub Klaić - 1972–1976 - Izet Hajdarhodžić - 1976–1980 - Vladan Švacov - 1980–1982 - Nikola Batušić - 1982–1984 - Tomislav Radić - 1984–1986 - Joško Juvančić - 1986–1988 - Nikola Batušić | - 1988–1992 - Enes Midžić - 1992 - Vlatko Pavletić - 1992–1996 - Enes Midžić - 1996–2000 - Maja Rodica Virag - 2000–2004 - Vjeran Zuppa - 2004–2008 - Branko Ivanda - 2008–2012 - Enes Midžić |  |

## Відомі випускники
- Семка Соколович-Берток — югославська і боснійська акторка Загребського міського драматичного театру імені Бранко Гавелла.
- Звонимир Мрконіч — хорватський драматург, поет, режисер